# Ивичесто гну
Ивичестото гну (Connochaetes taurinus), наричано още синьо или белобрадо гну, обитава саваните на Източна Африка, където живее на многохилядни стада, често смесени с газели на Томсън и зебри. Мигрира ежегодно в търсене на по-добри пасища и пресичането на реки (rivercrossing) от стадата гну е наистина внушителна гледка. През размножителния период, преди стадото да се събере за миграция, мъжките се бият помежду си, отстоявайки една малка площ и своят харем от женски в нея. В битка те се нахвърлят с ярост един срещу друг, рогата им чаткат силно и воюващите често падат на колене.
След 8-9 месечна бременност женските раждат по едно малко, обикновено по едно и също време, но при някои това се случва в продължение на три-четири месеца след първата вълна от раждания. Малките гну се изправят на крака 10-15 минути след раждането си.
Продължителност на живота – 20 години (при мъжките), 11 години (при женските).

## Подвидове
- Connochaetes taurinus taurinus
- Connochaetes taurinus albojubatus
- Connochaetes taurinus cooksoni
- Connochaetes taurinus johnstoni
- Connochaetes taurinus mearnsi